# Cantón de Nexon
El cantón de Nexon era una división administrativa francesa, que estaba situada en el departamento de Alto Vienne y la región de Limusín.

## Composición
El cantón estaba formado por nueve comunas:
- Janailhac
- La Meyze
- Meilhac
- Nexon
- Rilhac-Lastours
- La Roche-l'Abeille
- Saint-Hilaire-les-Places
- Saint-Maurice-les-Brousses
- Saint-Priest-Ligoure

## Supresión del cantón de Nexon
En aplicación del Decreto n.º 2014-194 de 20 de febrero de 2014, el cantón de Nexon fue suprimido el 22 de marzo de 2015 y sus 9 comunas pasaron a formar parte; siete del nuevo cantón de Saint-Yrieux-la-Perche y dos del nuevo cantón de Eymoutiers.